# What A Wonderful World
What A Wonderful Worldは1998年1月21日に発売された、小比類巻かほる32枚目のシングル。 

## 概要
カバー曲で構成されたシングルであり、バンダイ・ミュージックエンタテインメントより発売された唯一のシングルでもある。タイトル曲が松竹配給映画『お墓がない!』のエンディング・テーマとして使用された 

## 収録曲
1. What A Wonderful World〜この素晴らしき世界〜
原曲はルイ・アームストロングの『この素晴らしき世界』
2. In Your Eyes〜ユア・アイズ〜
3. What A Wonderful World〜この素晴らしき世界(オリジナル･カラオケ)〜